# Johannes-Nepomuk-Kapelle (Rumburk)

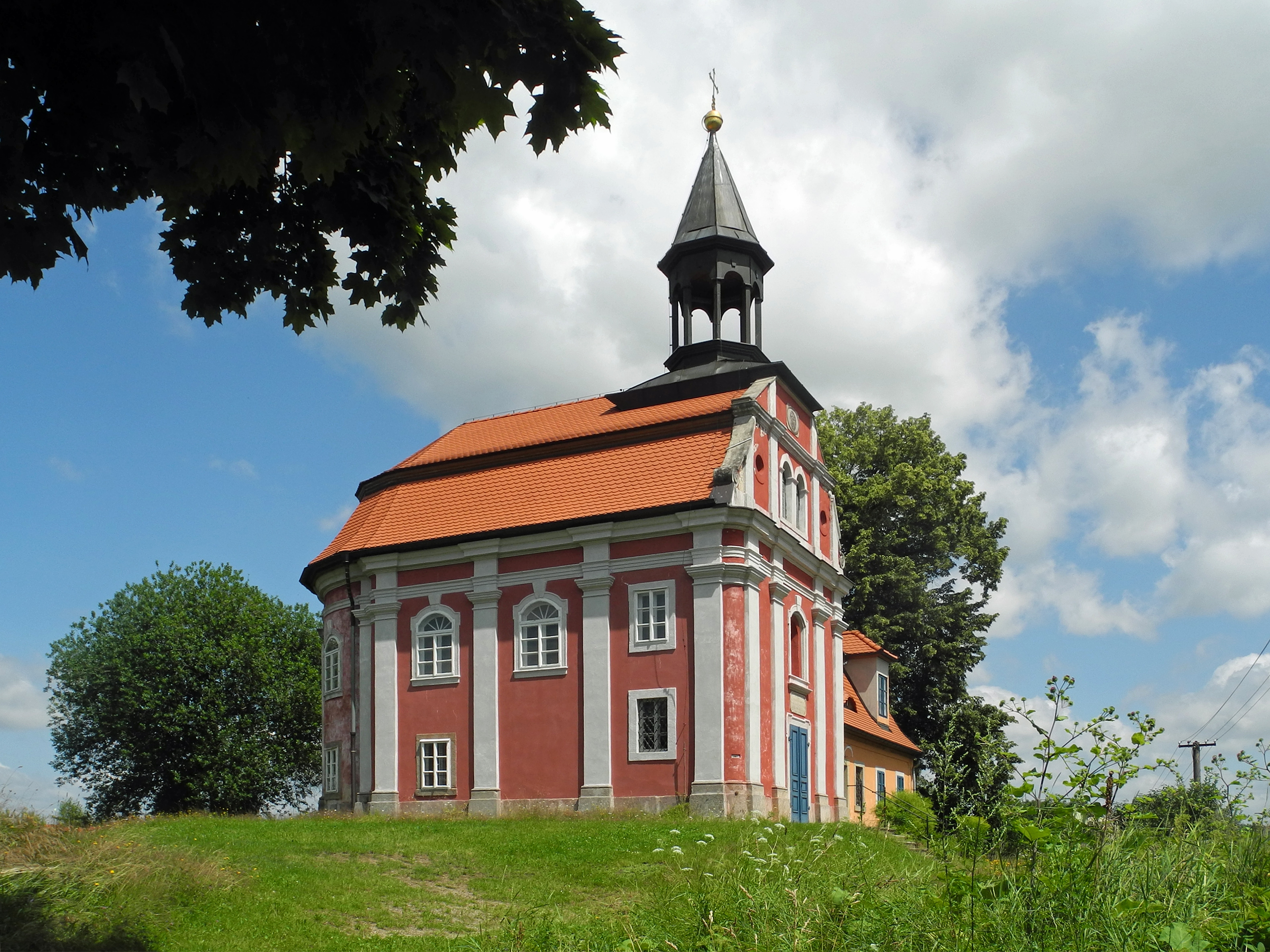
Johannes-Nepomuk-Kapelle bei Rumburg

Die Johannes-Nepomuk-Kapelle ist eine barocke Kapelle und spätere evangelische Pfarrkirche der Stadt Rumburk im Okres Děčín in der Region Ústecký kraj in Tschechien. Seit 1861 gehörte sie der Evangelischen Superintendentur A. B. Böhmen, seit 1945 der Evangelischen Kirche der Böhmischen Brüder an.

## Geschichte
Der an der Grenze zu Sachsen gelegene Ort war bereits 1535 auf Betreiben des örtlichen Grundherrn Georg von Schleinitz protestantisch geworden, der 1545 die Stadtpfarrkirche als Kirche der Protestanten neuerrichtete. Im Zuge der Gegenreformation unter Ferdinand I. wurde Rumberg ab 1620 rekatholisiert.
Nach seiner Errettung im Österreichischen Erbfolgekrieg 1745 gelobte der spätere Dechant von Rumberg, Anton Florian Schoßig, die Errichtung einer Johannes Nepomuk geweihten Kapelle, für die er 1757 den Betrag von 300 Gulden aussetzte. Neben anderen Donatoren stiftete Fürst Joseph Wenzel von Liechtenstein einen gleichen Betrag sowie die Baumaterialien. Die Votivkirche wurde schließlich in den Jahren 1775 bis 1777 nach Entwürfen des Salmschen Baumeisters Joseph Hoffmann aus Hainspach errichtet.
Im Zuge des Josephinismus wurde die Johannes-Nepomuk-Kapelle bereits 1782, nur fünf Jahre nach ihrer Fertigstellung, säkularisiert und 1787 um 292 Gulden versteigert, ihr Altar an die Pfarrkirche Rumburg geschenkt. Nach nochmaligem Besitzerwechsel wurde 1790 seitlich ein Wohnhaus angebaut und das Ensemble als Ausflugslokal genutzt. 1860 wurde es von dem Fabrikbesitzer Gustav Dittrich (1815–1890) erworben und am 4. Juli 1861 an die evangelische Gemeinde verkauft, die sich nach dem Protestantengesetz von 1861 etabliert hatte. Anschließend erfolgte bis 1862 ihre Wiederherstellung und Einrichtung für den protestantischen Gottesdienst. Bei dieser Gelegenheit erhielt die Kirche ihre einmanualige Orgel aus der Werkstatt von Christian August und Carl Ernst Reiss aus Neugersdorf.
Seit 1945 dient die Kirche der Gemeinde der Böhmischen Brüder. Nach Brandbeschädigung am 2. August 2003 erfolgte ihre Wiederherstellung.

## Architektur
Die in landschaftsbeherrschender Position auf dem Steinberg an der Straße nach Schönlinde errichtete Johannes-Nepomuk-Kapelle ist eine barocke Saalkirche mit Mansarddach, bekrönt von einem achtseitigen Dachreiter. Der Außenbau wird durch wandhohe dorische Pilaster artikuliert, der Giebel durch Voluten eingerahmt.